# Rampurhat
Rampurhat è una suddivisione dell'India, classificata come municipality, di 50.609 abitanti, situata nel distretto di Birbhum, nello stato federato del Bengala Occidentale. In base al numero di abitanti la città rientra nella classe II (da 50.000 a 99.999 persone).

## Geografia fisica
La città è situata a 24° 10' 0 N e 87° 46' 60 E e ha un'altitudine di 37 m s.l.m..

## Società

### Evoluzione demografica
Al censimento del 2001 la popolazione di Rampurhat assommava a 50.609 persone, delle quali 26.092 maschi e 24.517 femmine. I bambini di età inferiore o uguale ai sei anni assommavano a 5.664, dei quali 2.924 maschi e 2.740 femmine. Infine, coloro che erano in grado di saper almeno leggere e scrivere erano 36.761, dei quali 20.516 maschi e 16.245 femmine.